# Odprto znanje
Odprto znanje je znanje, ki ga lahko vsak uporablja, predeluje in razširja brez pravnih, družbenih in tehnoloških omejitev. 
- Odprti podatki in odprte vsebine
- odprti izobraževalni viri
- odprta znanost
- odprto izobraževanje
- odprta strojno opremo
- odprta koda, so vsi gradniki odprtega znanja in posledično odprte družbe.